# Perdaxius
Perdaxius là một đô thị ở tỉnh Sud Sardegna trong vùng Sardegna, có cự ly khoảng 45 km về phía tây của Cagliari và khoảng 9 km về phía đông của Carbonia. Tại thời điểm ngày 31 tháng 12 năm 2004, đô thị này có dân số 1.466 người và diện tích là 29,5 km².
Perdaxius giáp các đô thị: Carbonia, Narcao, Tratalias, Villaperuccio.